# One Time for Your Mind
One Time for Your Mind – pierwszy album studyjny zespołu 1TYM, który został wydany w listopadzie 1998 roku. Sprzedał się w liczbie 232 418 egzemplarzy (stan na luty 1999 rok).

## Lista utworów
| Nr  | Tytuł                                           | Słowa                                | Kompozycja      | Aranżacja | Czas |
| --- | ----------------------------------------------- | ------------------------------------ | --------------- | --------- | ---- |
| 1.  | "1TYM"                                          | Song Baek-kyung                      | Perry           | Perry     | 3:30 |
| 2.  | "Neol Ireukyeo" (kor. 널 일으켜)                | Song Baek-kyung                      | Perry           | Perry     | 3:36 |
| 3.  | "Talchul" (kor. 탈출)                           | Song Baek-kyung                      | Song Baek-kyung | Q         | 3:38 |
| 4.  | "Good Love"                                     | Song Baek-kyung, Lee Seung-ho, Perry | Perry           | Perry     | 3:33 |
| 5.  | "Falling in Love"                               | Oh Jin-hwan, Perry                   | Perry           | Perry     | 3:25 |
| 6.  | "Mweol Wihan Sesangiga" (kor. 뭘 위한 세상인가) | Song Baek-kyung                      | Q, 1TYM         |           | 3:26 |
| 7.  | "My Life"                                       | Lee Seung-ho                         | Perry           | Perry     | 3:43 |
| 8.  | "Heaven"                                        | Song Baek-kyung                      | Q               | Q         | 3:20 |
| 9.  | "Nareul Gidaryeo" (kor. 나를 기다려)            | Song Baek-kyung                      | Q               | Q         | 3:35 |
| 10. | "Neol beolijima" (kor. 널 버리지마) (bonus)     | Perry                                | Yang Hyun-suk   | Perry     | 3:38 |

## Notowania
| Lista                                   | Najwyższa pozycja |
| --------------------------------------- | ----------------- |
| Recording Industry Association of Korea | 6 (Monthly Chart) |